# Élections européennes de 1984 en Allemagne de l'Ouest
En Allemagne, les élections européennes de 1984 se sont déroulées, pour la seconde fois, le 17 juin 1984 pour désigner les 78 des 81 députés européens allemands.

## Mode de scrutin
81 députés européens furent attribués à l'Allemagne, parmi ceux-ci 78 furent élus au scrutin proportionnel plurinominal avec des listes bloquées. Ces sièges furent attribués aux différents partis ayant obtenu au minimum 5 % des suffrages.
Trois autres députés européens furent désignés par la Chambre des députés de Berlin de Berlin-Ouest, en non pas élus au suffrage universel comme les autres en raison de la situation particulière du Land.

## Candidats
Quatorze partis et organisations politiques se sont portés candidats.

## Résultats
| Parti                  | Parti                                          | Votes      | Votes  | Votes | Siège | Siège | Groupe au PE |
| Parti                  | Parti                                          | Nb         | %      | +/-   | Nb    | +/-   | Groupe au PE |
| ---------------------- | ---------------------------------------------- | ---------- | ------ | ----- | ----- | ----- | ------------ |
|                        | Union chrétienne-démocrate (CDU)               | 9 308 411  | 37,5   | -1,6  | 32    | =     | PPE          |
|                        | Parti social-démocrate (SPD)                   | 9 296 417  | 37,4   | -3,4  | 32    | -2    | SOC          |
|                        | Union chrétienne-sociale (CSU)                 | 2 109 130  | 8,5    | -1,6  | 7     | -1    | PPE          |
|                        | Les Verts (Grünen)                             | 2 025 972  | 8,2    | +5,0  | 7     | +7    | ARC          |
|                        | Parti libéral-démocrate (FDP)                  | 1 192 624  | 4,8    | -1,2  | 0     | -4    |              |
|                        | Liste de la paix                               | 313 108    | 1,3    | n/a   | 0     | n/a   |              |
|                        | Parti national-démocrate d'Allemagne (NPD)     | 198 633    | 0,8    | n/a   | 0     | n/a   |              |
|                        | Parti des femmes                               | 94 463     | 0,4    | n/a   | 0     | n/a   |              |
|                        | Centre                                         | 93 921     | 0,4    | +0,3  | 0     | =     |              |
|                        | Parti écologiste-démocrate (ÖDP)               | 77 026     | 0,3    | n/a   | 0     | n/a   |              |
|                        | Groupement électoral des citoyens responsables | 52 753     | 0,2    | n/a   | 0     | n/a   |              |
|                        | Parti fédéraliste européen – Parti de l'Europe | 34 500     | 0,1    | n/a   | 0     | n/a   |              |
|                        | Parti européen des travailleurs                | 30 874     | 0,1    | =     | 0     | =     |              |
|                        | Parti bavarois (BP)                            | 23 539     | 0,1    | n/a   | 0     | n/a   |              |
|                        |                                                |            |        |       |       |       |              |
| Total                  | Total                                          | 24 851 371 | 100,00 |       |       |       |              |
| Nuls                   | Nuls                                           | 387 383    | 1,5    |       |       |       |              |
| Inscrits/participation | Inscrits/participation                         | 25 238 754 | 56,8   |       |       |       |              |

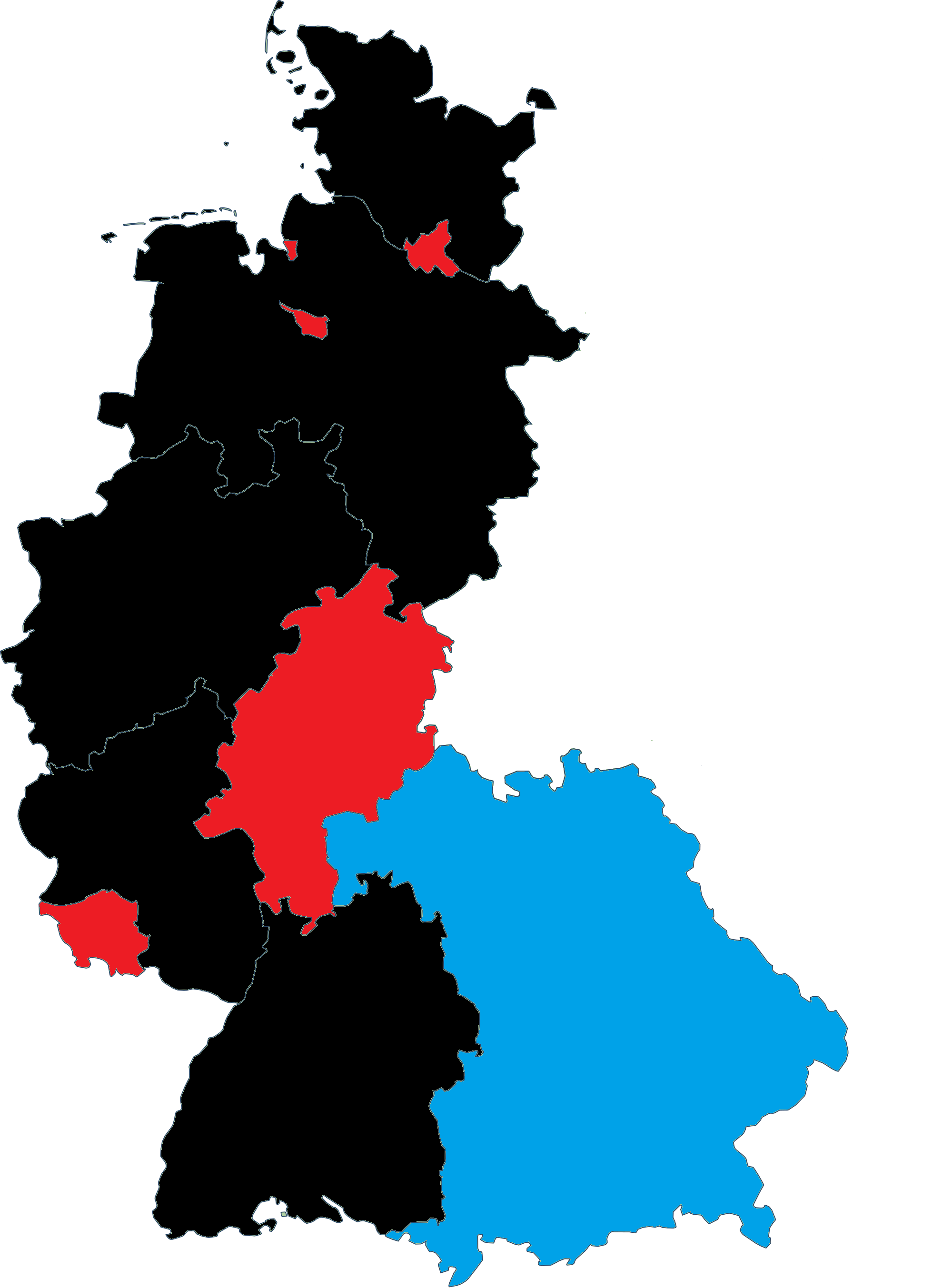
Parti arrivé en tête par Land. Rouge : SPD, noir : CDU, bleu : CSU

La Chambre des députés de Berlin désigna deux membres de la CDU et un du SPD pour siéger au Parlement européen.